# Szentháromság-templom (Perbete)
A Szentháromság-templom a dél-szlovákiai Perbete (Pribeta) község (Komáromi járás) római katolikus temploma.

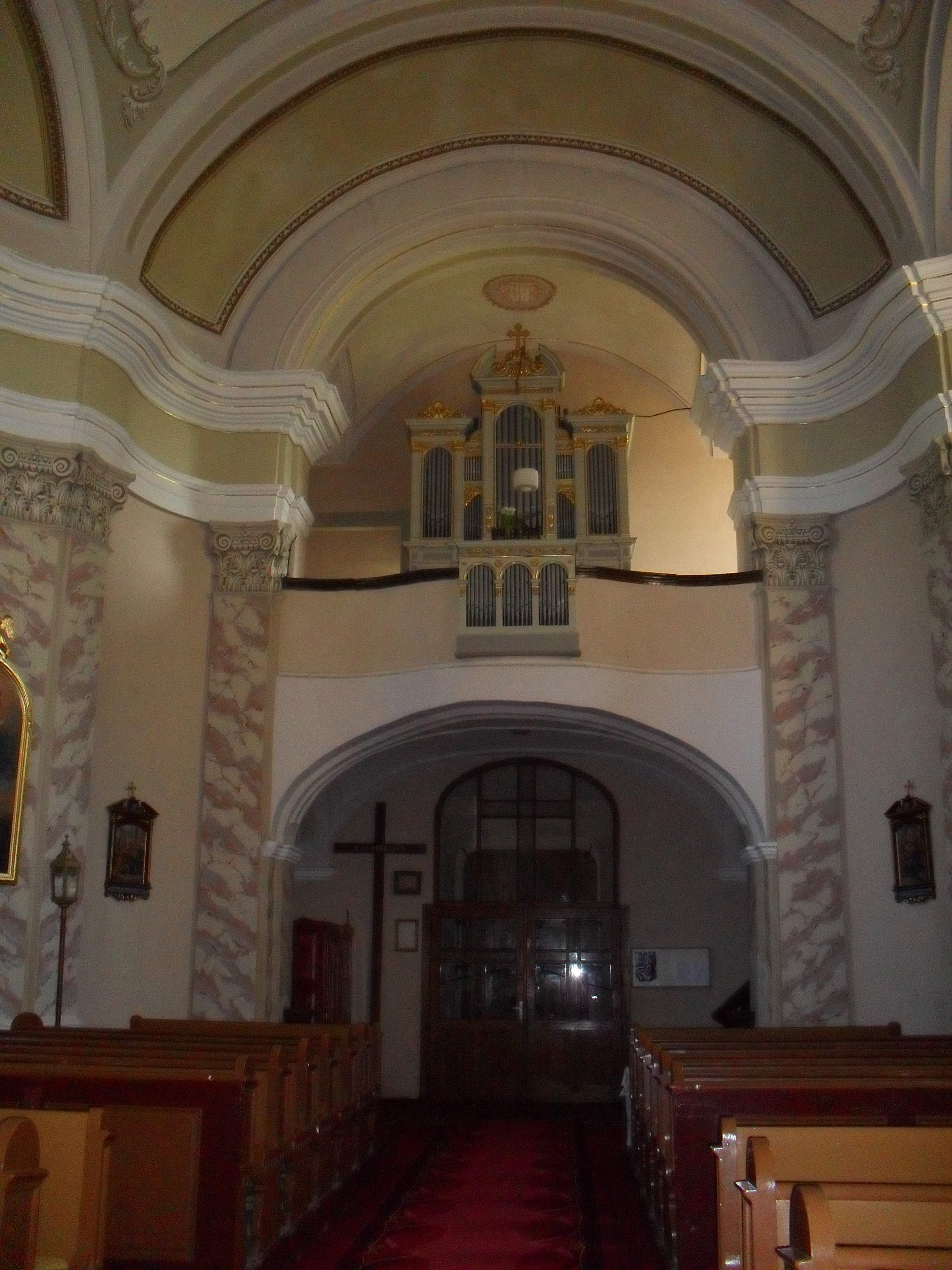
A templom belső tere

## Fekvése
A templom a falu tengelyét alkotó, északnyugat-délkeleti irányú Fő utca nyugati végénél található, a Komáromot Koltával összekötő 589-es út (Komáromi utca) közelében. A templomot kis park veszi körül, melynek központjában található a millenniumi emlékmű. A templom közvetlen szomszédságában két emeletes épület található: az 1766-ban épült plébánia, valamint az 1912-ben épült egykori katolikus iskola.

## Története
Perbete első templomának maradványait a mai falutól északra, a vasútállomás közelében levő Klastromhegyen folyt ásatások tárták fel - egy 11-12. századi templomot, kolostort és temetőt. A második templom a Faluhely dűlőben állt, valószínűleg gótikus stílusban épült 1499-ben és a török harcok idején pusztult el. 1561-ben a vizitáció során már alapokig lerombolt építményként írják le. A 17. században újjáépítették a templomot, de (a faluval együtt) Érsekújvár 1683-as ostromakor újra elpusztult. 1714-ben a látogató tető nélküli, boltozatában leomlott szentélyű építményként írja le.
A templomot jelenlegi helyén Esterházy Imre prímás építtette 1733-ban, a lerombolt érsekújvári erőd anyagából. 1763. június 28-án a földrengés lerombolta a templomot, leomlott a tornya és a szentély boltozatát is le kellett bontani. 1766-ban a templomot újjáépítették, új tornyot emeltek és az épületet átalakították barokk-klasszicista stílusban. 1774-ben villámcsapás rongálta meg  a szószéket és a két mellékoltárt. 

## Leírása
A templom egy egyhajós építmény félköríves szentéllyel, főhomlokzatába beépített toronnyal, két hozzáépített sekrestyével és a külső falhoz épült szószékhez vezető folyosóval. A templom belseje poroszsüveg boltozatos, benyúló ikerpillérek párkányfejeire helyezkedve. 18. századi barokk festmények díszítik a templomot, a boltozati freskó Szent Imrét ábrázolja (1774 körüli), a Szentháromságot ábrázoló kép 1770 körüli időből származik. A mellékoltárok rokokó képei Szent Annát és Szent Józsefet ábrázolják (1740 körül). A freskókat és festményeket 1998-ban újították fel. A főoltár 1731-ben készült. A szószék rokokó stílusú (1760 körül), a keresztelőmedence klasszicista (1777), az ismeretlen I.F. mester iniciáléjával (ő készítette a márvány gyertyatartókat és szenteltvíztartókat is).
A templom orgonáját 1901-ben készítették a budapesti Fieger testvérek műhelyében. A templom kisharangja barokk stílusú, 1680-ból, a középső harangot a chomutovi Richard Herold öntötte 1924-ben. A templom kriptájába 1769 után temettek néhány lelkészt, később azonban befalazták.
A templom főbejárata felett vörösmészkőből faragott magyar címer látható. A templomkertben található az első világháború katolikus áldozatainak emlékműve (1931), valamint az 1788-ban emelt Immaculata-szobor és a kereszténység felvételének 900. évfordulójára állított feszület (1900).

## Képtár

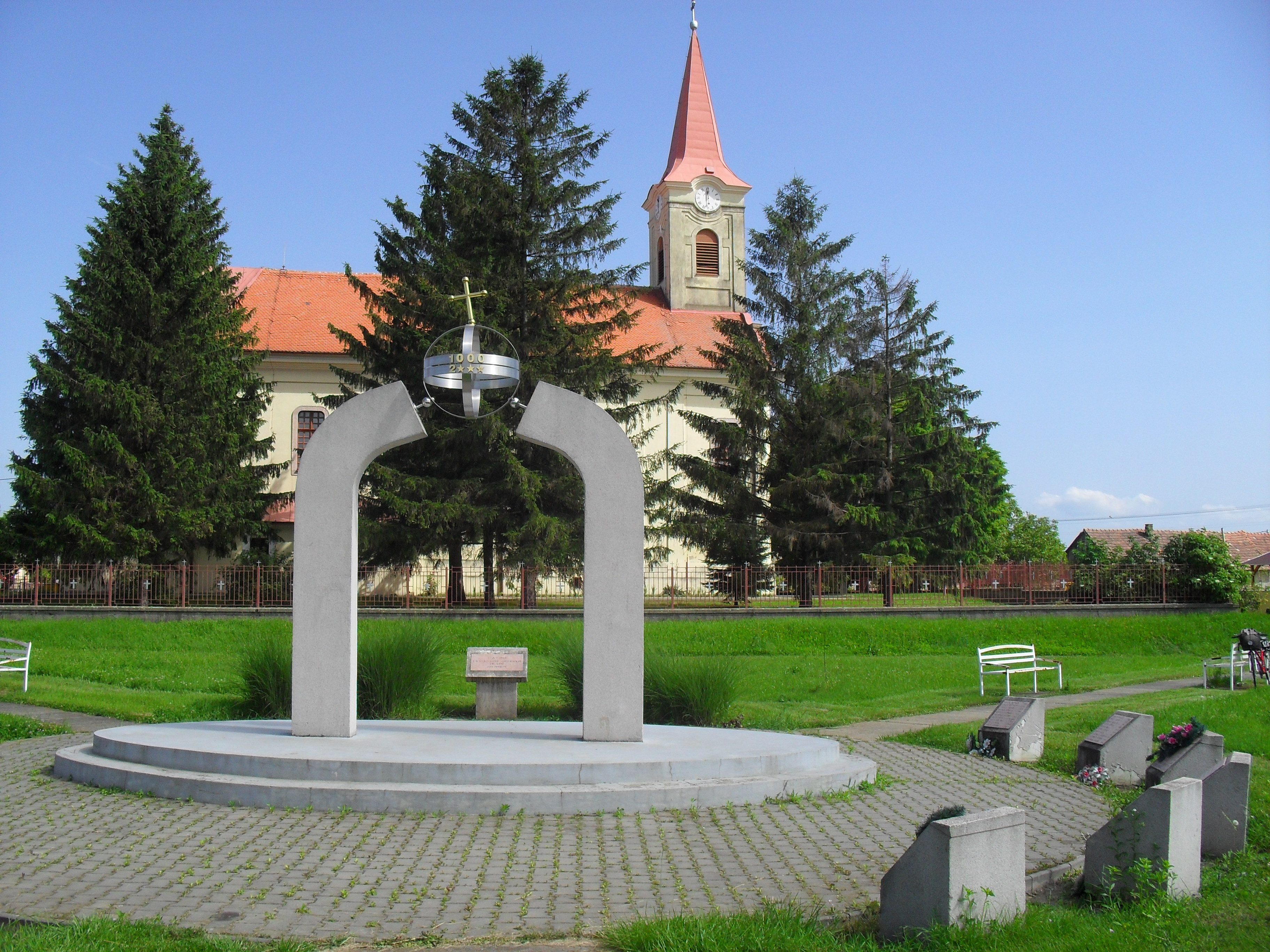
A templom északnyugat felől, előtérben a millenniumi emlékmű
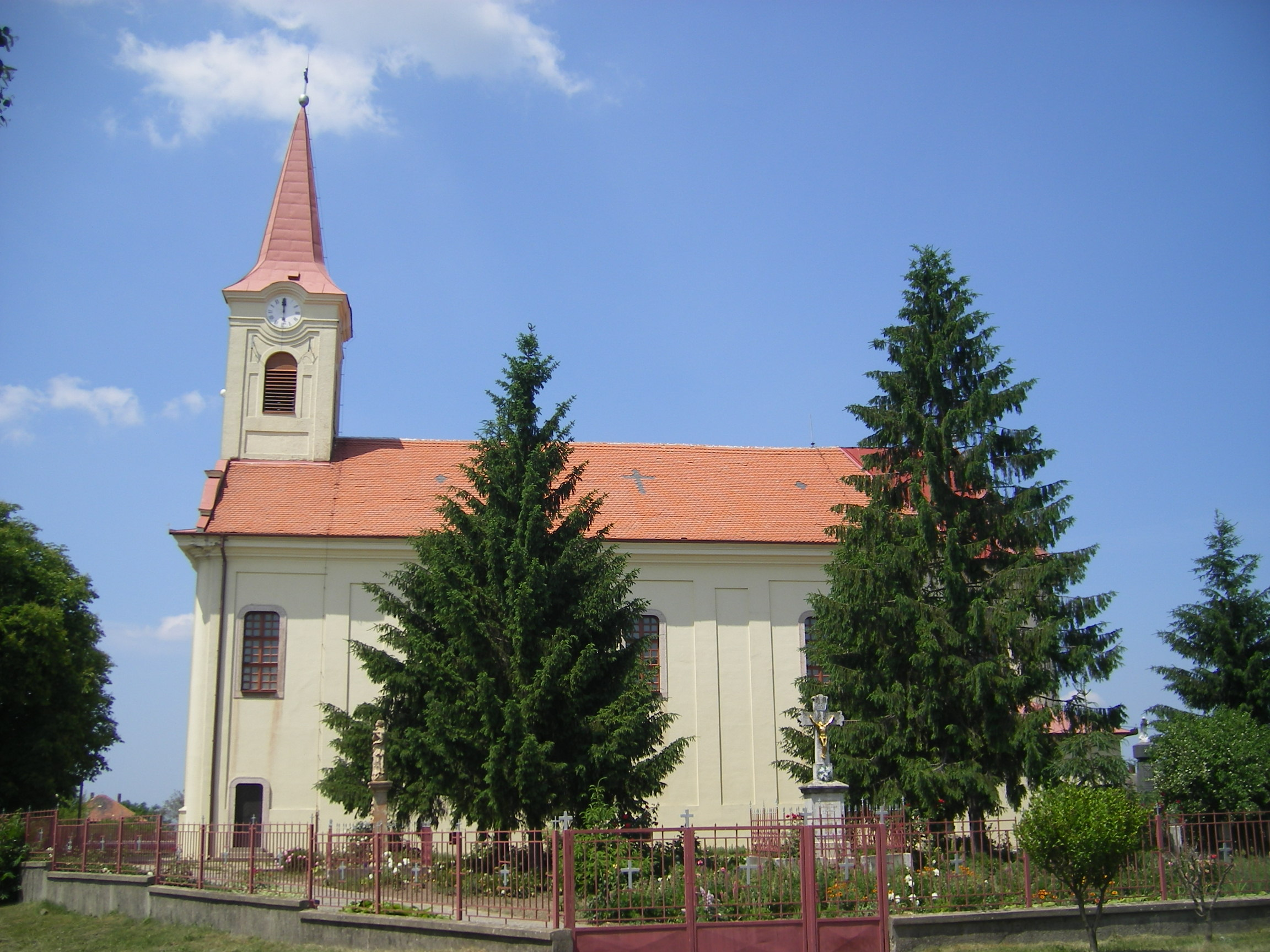
A templom délkelet felől
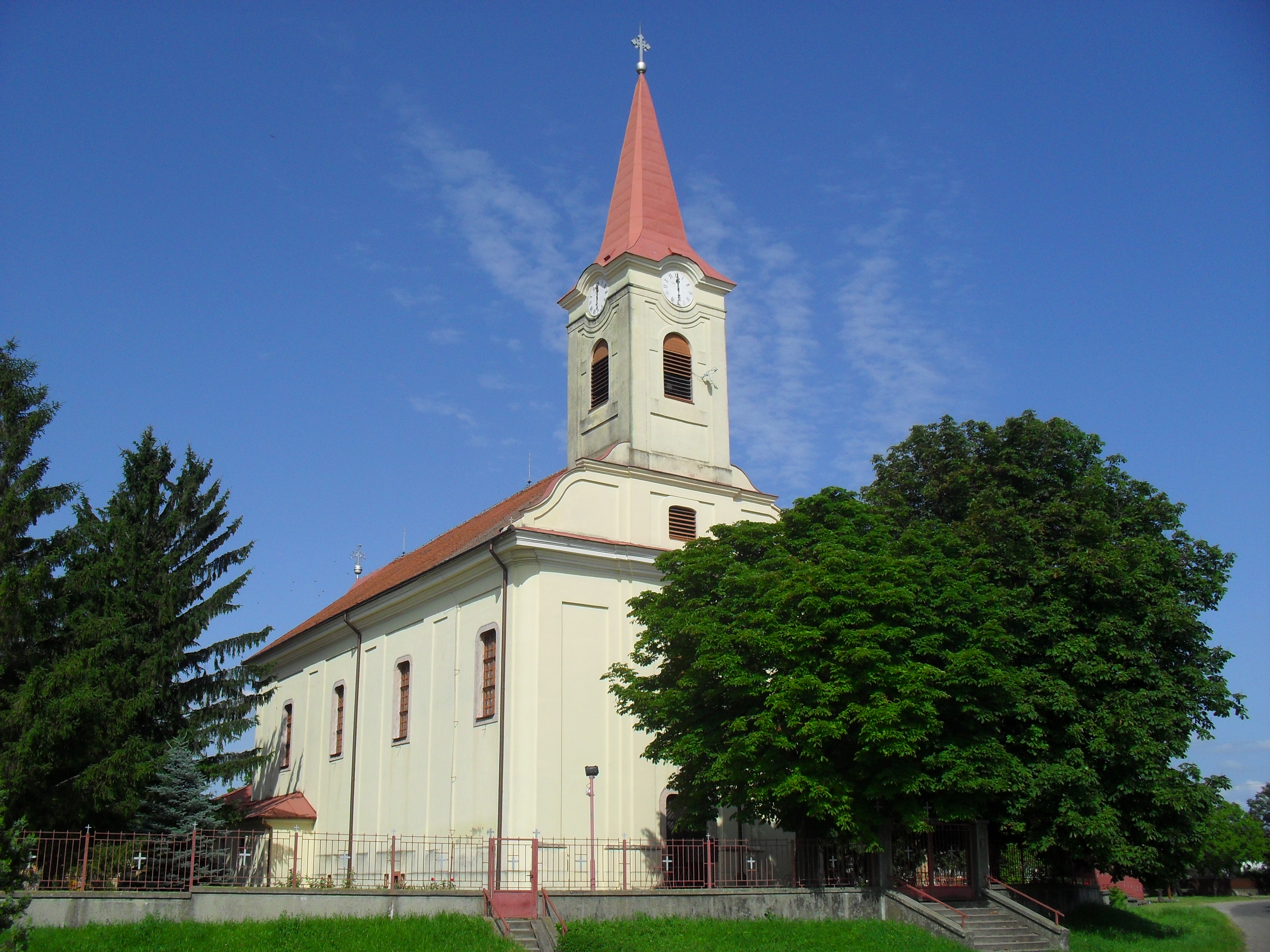
A templom nyugat felől
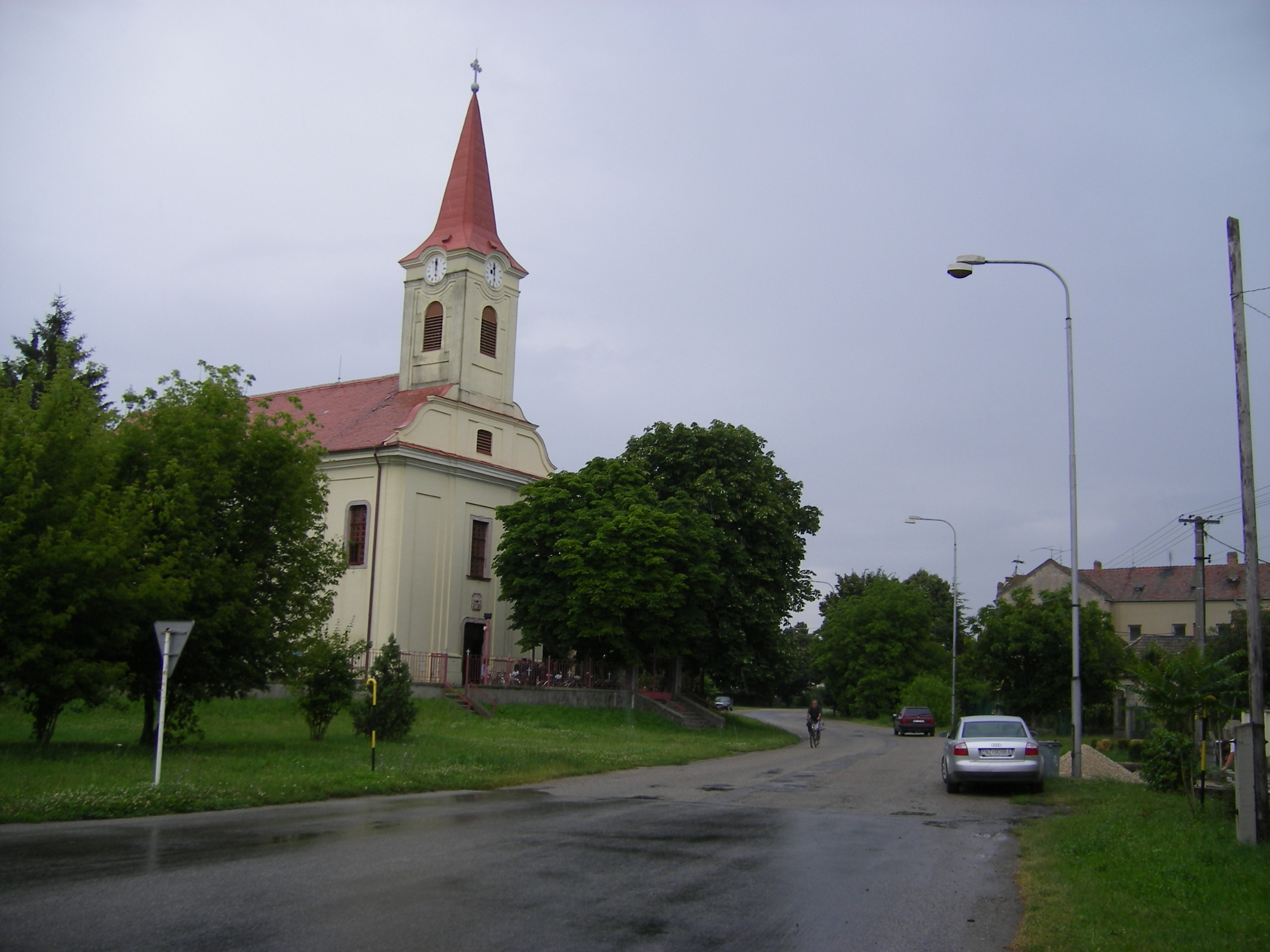
A templom és a Fő utca
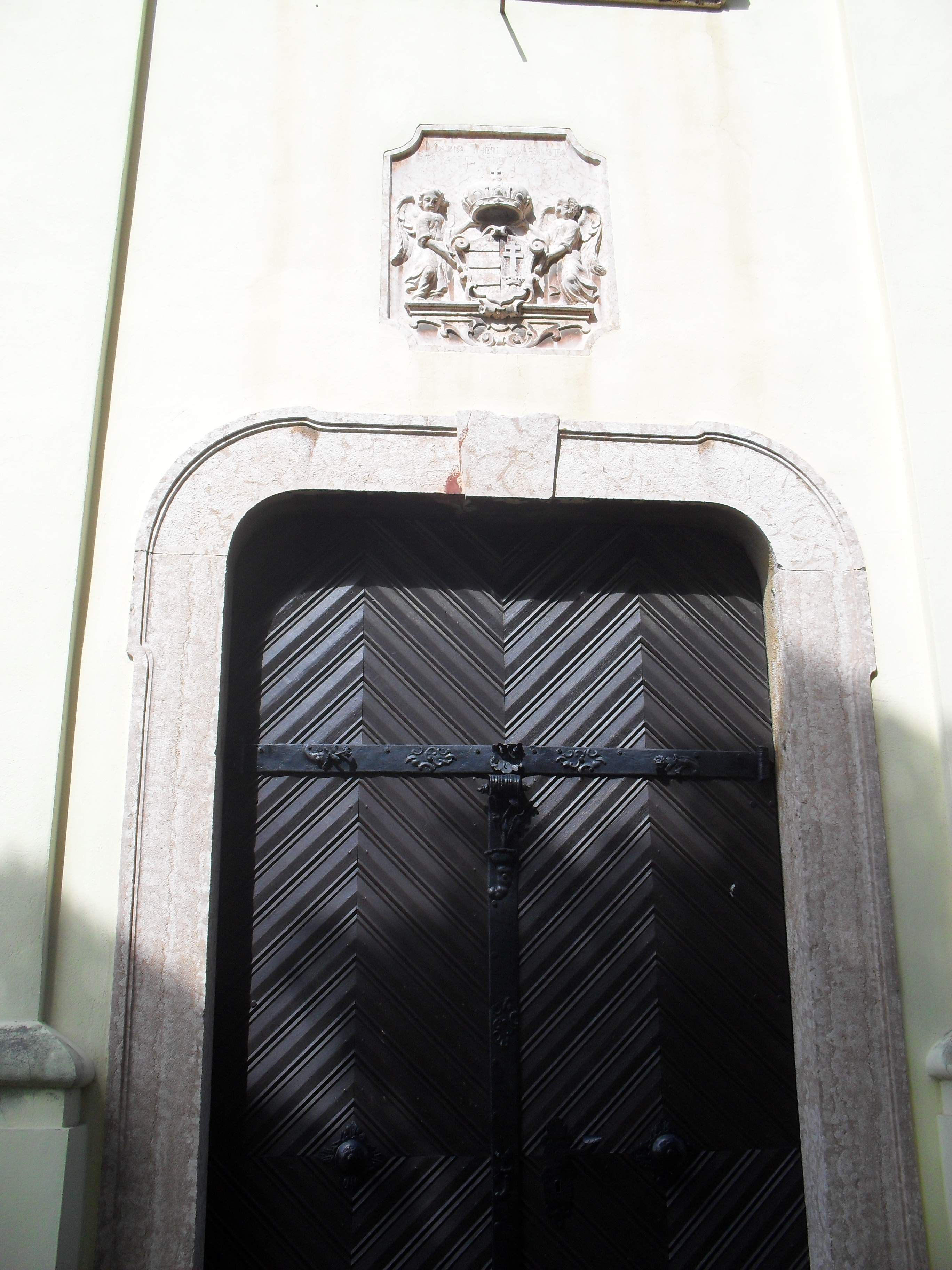
Bejárat
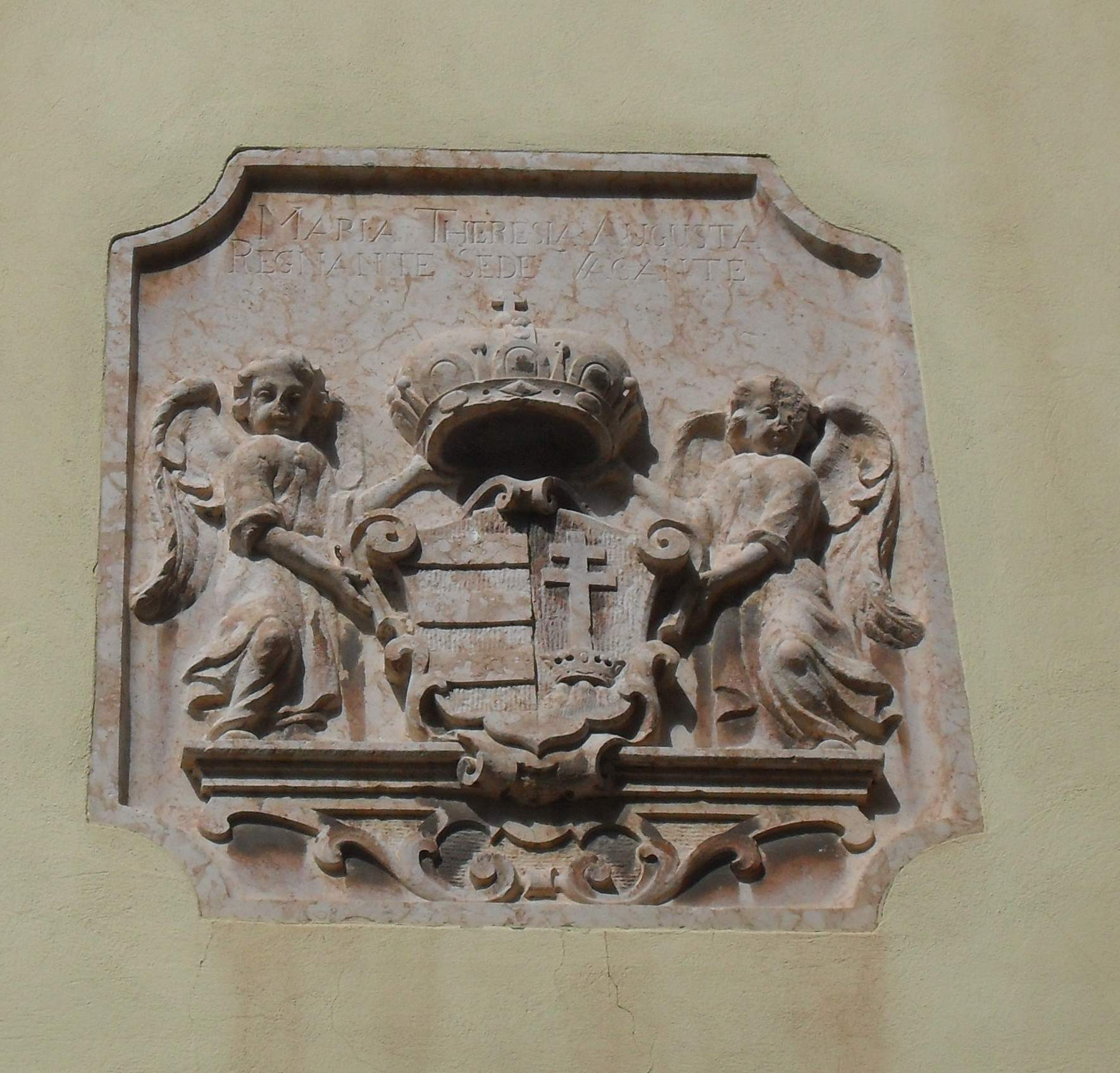
Címer a bejárat felett
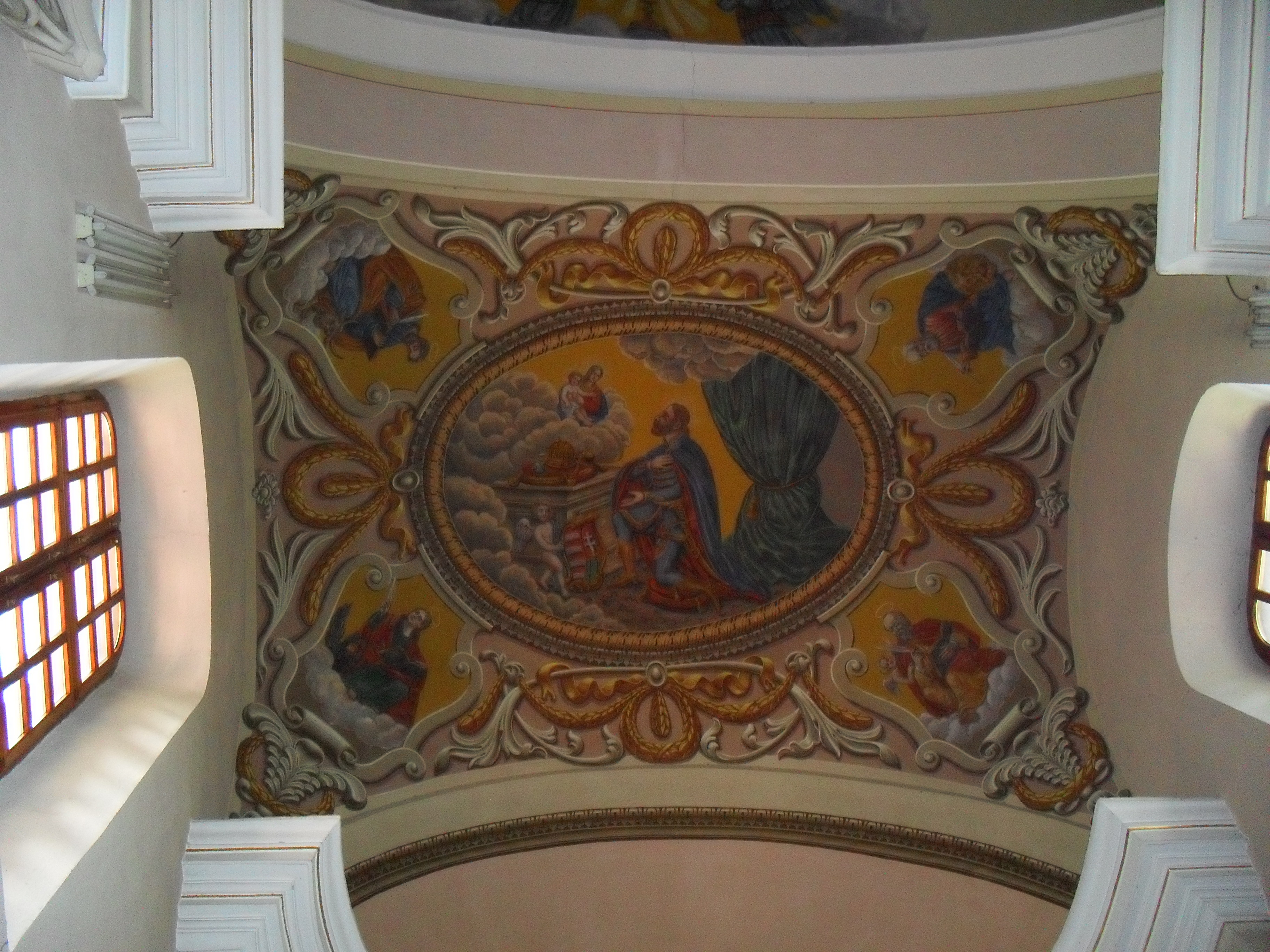
Mennyezeti freskó Szent Imrével
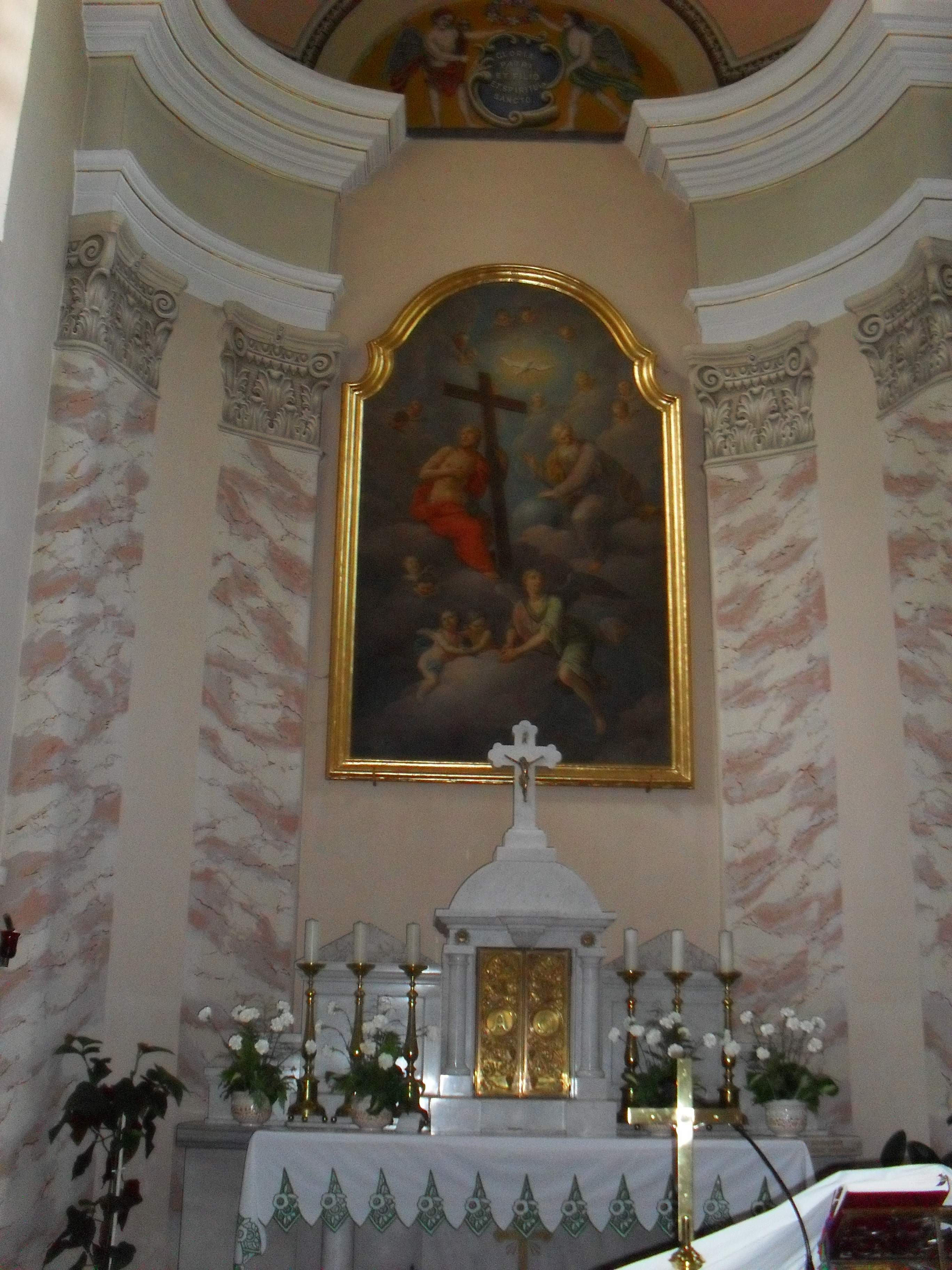
Szentháromság-freskó (1770)
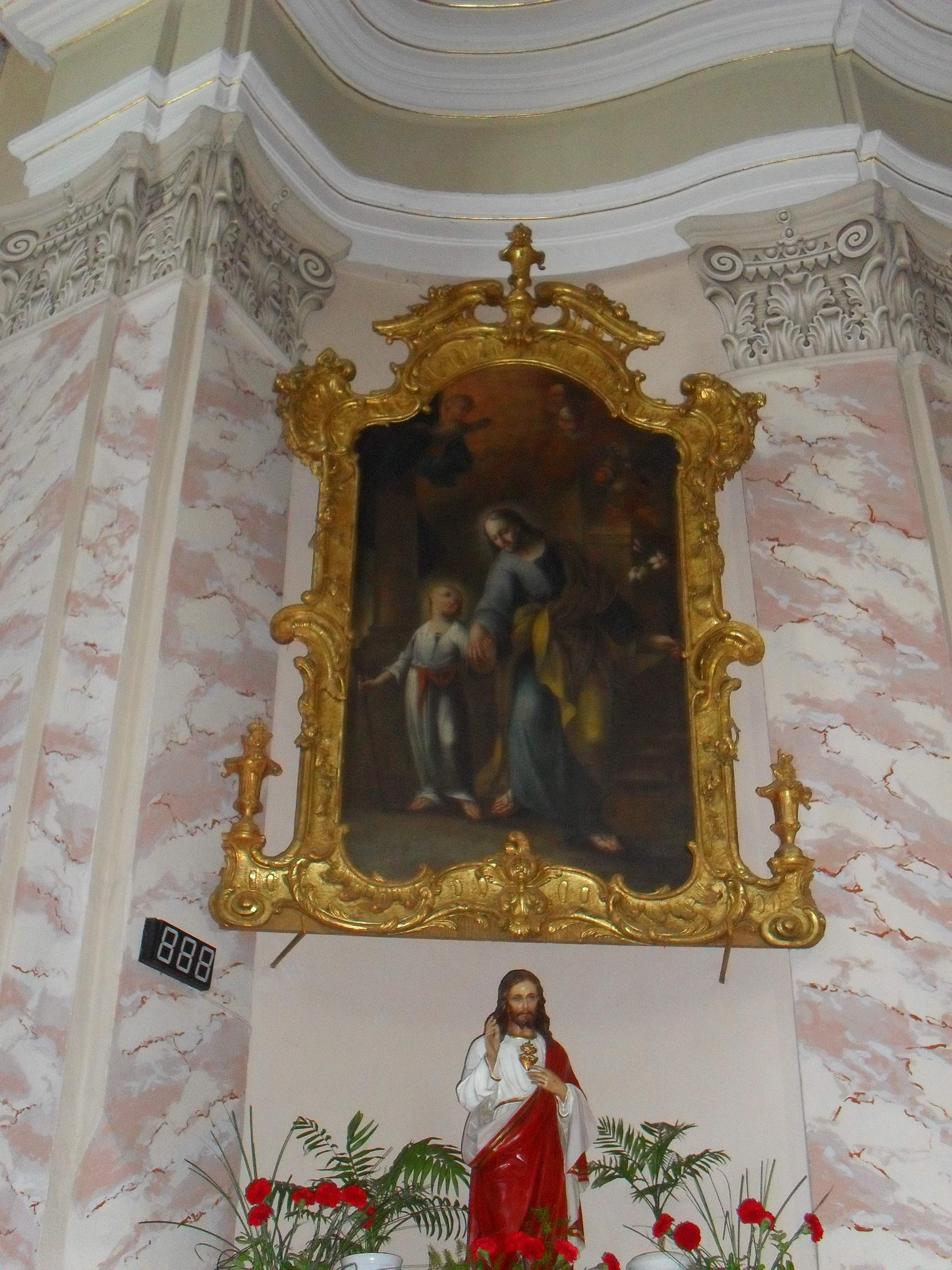
Szent József freskója (1740 k.)
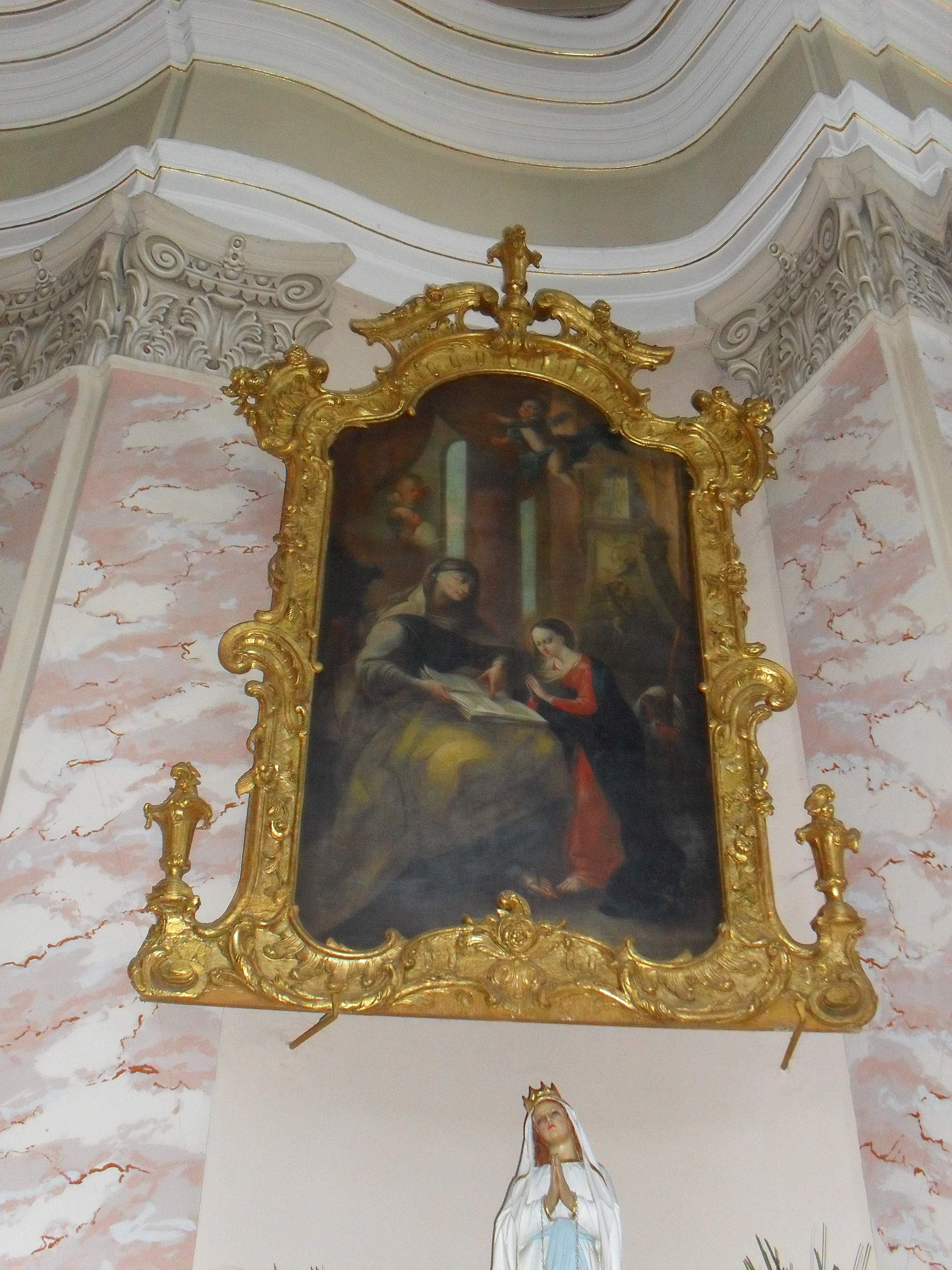
Szent Anna freskója (1740 k.)
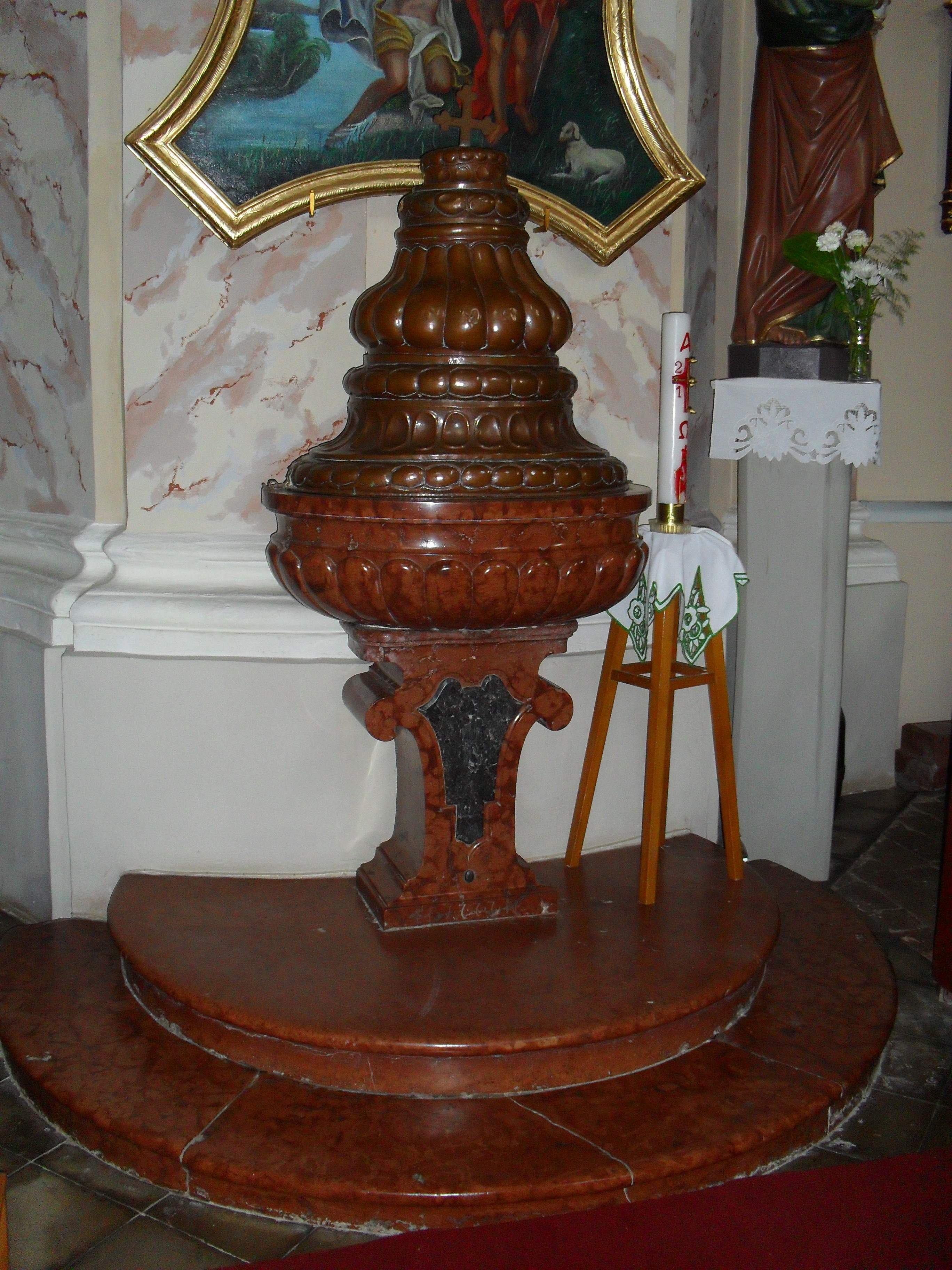
Keresztelőmedence (1777)
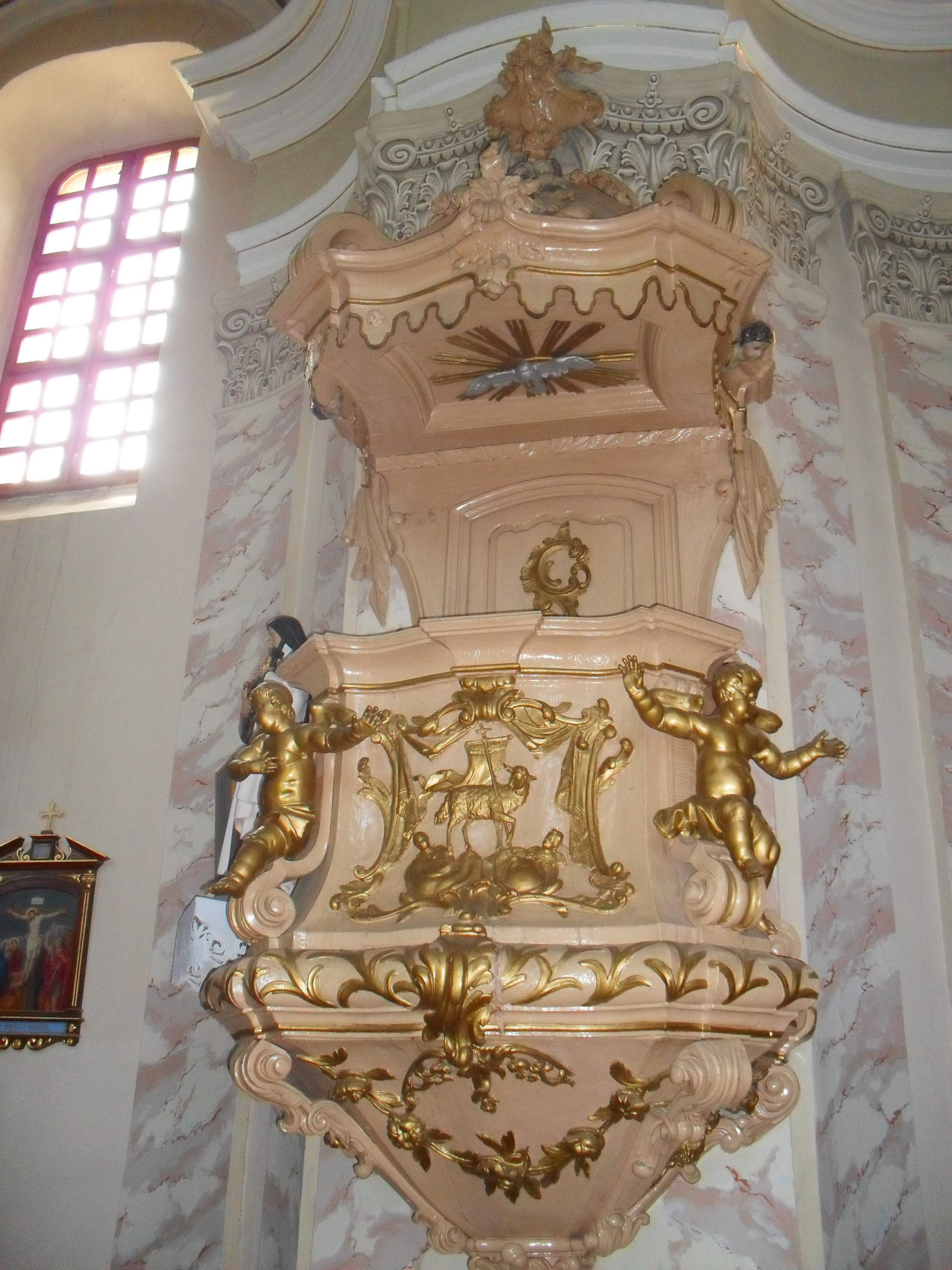
Rokokó szószék (1760 k.)